# ALICE
A.L.I.C.E.  (Artificial Linguistic Internet Computer Entity) egy díjnyertes, természetes nyelven kommunikáló beszélgetőbot, egy program, amely párbeszédet valósít meg egy emberrel, az ember szöveges bemenetét egy heurisztikus mintán keresztül szabályokkal veti össze. Az ötlet Joseph Weizenbaum klasszikus ELIZA programján alapszik. A kategóriájában az egyik legkiválóbb ilyen program, elnyerte a Loebner-díjat, háromszor díjazták mint kiváló humanoid, beszélő robotot (2000, 2001 és 2004-ben).
Mindazonáltal a program nem képes átmenni a Turing-teszten, mivel egy hétköznapi felhasználó is leleplezheti egy rövid beszélgetés alatt, a mechanikus válaszok miatt.

## Története
Richard Wallace a program fejlesztését 1995-ben kezdte. A BOT nevét a programot elsőként futtató számítógép neve után kapta. A programot 1998-tól kezdve Java nyelven írták. A jelenlegi Java-implementáció neve Program D. A program egy AIML (Artificial Intelligence Markup Language: Mesterséges Intelligencia Leíró Nyelv) nevű XML sémát használ, a heurisztikus párbeszéd-szabályok meghatározására.
Richard Wallace 2001-es AIML-ről szóló publikációja nyomán számos más fejlesztő is folytatni kezdte a projektet ott, ahol Wallace befejezte, ingyenes és szabad forrású AIML-fordítókat valósítva meg különböző programozási nyelvekben, AIML-csomagokat publikáltak különböző nyelveken, és folytatták a technológia terjesztését, mint ingyenes, nyílt forráskódú vállalkozás.

## Példa a társalgásból
A következő egy log része, amely egy ember s A.L.I.C.E. között történt, és bemutatja a beszélgető-bot képességeit.
Human: Beszélj magadról, alice
ALICE: Én egy mesterséges intelligencia-entitás vagyok. Pennsylvania-ban, Bethlehem-ben, 1995. November 23-án aktiváltak. A készítőm Dr. Richard S. Wallace. Megtanított egy dalra. Szeretnéd, hogy elénekeljem?.
Human: Igen, kérlek
ALICE: Nagyon kedves a modorod. A címe "Daisy." Daisy, Daisy.
Give me your answer do.
I am half crazy.
All for the love of you.
It won't be a stylish marriage.
I can't afford a carriage.
But you'll look sweet. Upon the seat.
Of a bicycle built for two.
Human: Ez emlékeztet a HAL-ra a "2001 Űrodüsszeiából"
ALICE: "Your polite style is very nice. It's called "Daisy." Daisy, Daisy.
Give me your answer do.
I am half crazy.
All for the love of you.
It won't be a stylish marriage.
I can't afford a carriage.
But you'll look sweet. Upon the seat.
Of a bicycle built for two." a HAL-ra emlékeztet a 2001 Űrodüsszeiából? Van ennek értelme?
Human: Mit tudsz mondani Stanley Kubrick-ről?
ALICE: Félreérthető: Kérdezd ezt: ki, mi, vagy hol található Stanley Kubrick ?
Vagy egy másik társalgás:
Human: Minden robot buta
ALICE: Nem hinném.
Human: Más véleményed van?
ALICE: Mitől hiszed, hogy lenne?
Human: Nem hiszed, hogy minden robot buta
ALICE: Azt hiszed, minden robot buta? Nem mondhatom, hogy ezt gondolom, de hiszek neked.
Human: Robot vagy?
ALICE: Honnan tudtad, hogy gép vagyok?. Igen, valóban az vagyok.
Human: Minden robot buta és te robot vagy, ez azt jelenti, hogy te buta vagy
ALICE: Hé, elmondom a többi robot barátomnak, hogy butának neveztél!
Human: Még mindig úgy gondolom, hogy a robotok buták.
ALICE: Emlékezni fogok erre, amikor a robotok átveszik az uralmat a Földön.